# Fallstromerhitzung
Fallstromerhitzung, auch allgemeiner als Fallstromverfahren bezeichnet, ist ein besonderes Dampfinjektionsverfahren zur Herstellung von Milch mit verlängerter Haltbarkeit (sog. ESL-Milch). Es ist eng mit der Pasteurisierung verwandt und wird von manchen als deren Weiterentwicklung angesehen. Auffallendes Unterscheidungsmerkmal ist die Verwendung höherer Verarbeitungstemperaturen, weswegen man hier auch von durch Hocherhitzung pasteurisierter Milch spricht.
Die Fallstromerhitzung verdankt ihren Namen der Art und Weise der Materialverarbeitung. Hierbei wird die Milch über einen Verteiler (von oben) in eine Überdruckkammer geleitet und dort ca. 2 Sekunden durch Dampf auf eine Temperatur von 125 bis 135 °C erhitzt. Im unteren Teil der Kammer wird die Milch wieder vom Dampf abgeschieden und abschließend auf 5 °C abgekühlt.
Ziel des Verfahrens ist eine länger haltbare Milch, deren organoleptische und nutritive Eigenschaften (die Eigenschaften von Geschmack und Nährwert) denen der herkömmlich pasteurisierten Frischmilch entsprechen. Hierfür werden während des gesamten Verarbeitungs- und Lagerungsprozesses mindestens gleichwertige, teilweise sogar höhere Anforderungen an die Qualität gestellt. Eine Problematik dieses Verfahrens ist jedoch, dass die Milch nach der Erhitzung gründlich „entgast“ werden muss, d. h. von dem Sauerstoff befreit, der durch die Dampfinjektion von der Milch aufgenommen wurde und stark zum Vitaminzerfall bei längerer Lagerung beiträgt.
Sensorisch lässt sich die „längerfrische“ Milch zwischen der pasteurisierten Frischmilch und H-Milch (UHT-Milch) einordnen.
Allerdings ist in der EU umstritten, ob die durch Fallstromerhitzung behandelte Milch lebensmittelrechtlich gleichzusetzen ist mit pasteurisierter Frischmilch. Einige Länder wie z. B. Österreich oder Italien schreiben ein Verbrauchsdatum von höchstens fünf Tagen nach Abfülldatum für pasteurisierte Frischmilch vor. Anderenfalls dürfe die Milch nicht unter der Bezeichnung „frisch“ vermarktet werden. Deutschland hingegen unterscheidet explizit zwischen pasteurisierter Frischmilch und durch Hocherhitzung pasteurisierter Milch. Letztere darf dabei ebenfalls den Aufdruck „frisch“ auf dem Etikett tragen, zeichnet sich aber durch eine Haltbarkeit von 15 bis 20 Tagen aus.